# Gonomyia (Leiponeura) digitifera
Gonomyia (Leiponeura) digitifera is een tweevleugelige uit de familie steltmuggen (Limoniidae). De soort komt voor in het Australaziatisch gebied.